# Neotephritis rava
Neotephritis rava es una especie de insecto del género Neotephritis de la familia Tephritidae del orden Diptera.

Fue descrita científicamente por primera vez en el año 1960 por Foote.
Es una especie poco común que se encuentra en el suroeste de Estados Unidos y en México.